# جميلة دباش
جميلة دباش ولدت عام 1926 بالجزائر وتوفيت عام 2010 ، ناشطة نسوية، وصحفية، وكاتبة مقالات، وروائية جزائرية فرنسية، كانت من الرواد كصحفية وروائية في الجزائر، حيث أنها أول روائية جزائرية اهتمت منذ سنة 1943 بالمسائل الاجتماعية والتربوية مثل وضع المرأة الاجتماعي ومسألة تعليم الجزائريين.
.

## سيرة شخصية
ولدت في 30 يونيو 1926 في سطيف، وبالتحديد في عين ولمان، الواقعة جنوب الولاية، وقد تيتمت في الثانية من عمرها، وتبناها أجدادها. درست في الجزائر العاصمة حيث عاشت حتى سن السادسة عشرة. في عام 1942، نشطت برامج للنساء في الإذاعة، هذا البرنامج الإذاعي ركز بشكل خاص على التعليم الضروري الموجه للفتيات الصغيرات. بعد سنوات قليلة، نشرت مقالاً عن المرأة المسلمة في المجتمع في مجلة أرض أفريقيا (بالفرنسية: Terre d'Afrique)‏، العدد الصيفي لعام 1946، من الصفحة 141 إلى 161. في عام 1947، أطلقت مجلة شهرية نسوية وثقافية، بعنوان الحدث (بالفرنسية: L'Action)‏، نشر منها عشرة أعداد. شاركت في مؤتمر دولي للمرأة في باريس من 28 سبتمبر إلى الأول أكتوبر 1947 بصفتها مديرة لهذه المجلة.
في عام 1947، نشرت روايتها الأولى «ليلى فتاة جزائرية». الشخصية الرئيسية ليلى هي فتاة جزائرية، من أصل صحراوي، ابنة أحد كبار ملاك النخيل في منطقة أولاد نايل مما وفر لها إمكانية الالتحاق بمدرسة كاثوليكية للبنات في الجزائر العاصمة، يتم تبني ليلى من قبل عائلة أوروبية، ثم تحصل على وظيفة كمربية للشابات في جنوب الجزائر ، الرواية صورت نموذج المثقف الجزائري خريج المدرسة الفرنسة الذي ينتهي إلى مستوى اجتماعي معين ويحمل صفات معينة وأفكار معروفة تتمثل في تبنيه لفكرة الاندماج كخيار وحيد للخروج من دائرة التخلف مع الحفاظ على الهوية الإسلامية في عام 1950 نشرت دباش مقالتين، في الجزائر العاصمة، بعنوان «المسلمون الجزائريون والتمدرس»، وفي عام 1951 «تعليم اللغة العربية في الجزائر وحق التصويت للمرأة الجزائرية». في عام 1954 بدأت حرب التحرير الجزائرية. حصلت دباش على الجنسية الفرنسية واستقرت في فرنسا، ورغم بعدها عن الجزائر سعت للحفاظ على التبادل الثقافي مع مجتمعها الأصلي. في عام 1955، نشرت رواية ثانية في الجزائر العاصمة، بعنوان «عزيزة»،  ثم في عام 1959، مقالة ثالثة بعنوان، «المراحل الرئيسية لتطور المرأة في بلاد الإسلام»، التي نشرت هذه المرة في فرنسا.

## المؤلفات الرئيسية
الروايات
- 1947 : ليلى، فتاة جزائرية .
- 1955 : عزيزة . (جائزة روبرج من الاكاديمية الفرنسية عام 1957)

مقالات
- 1950 : المسلمون الجزائريون والتمدرس.
- 1951 : تعليم اللغة العربية في الجزائر وحق التصويت للمرأة الجزائرية.
- 1959 : المراحل الرئيسية لتطور المرأة في بلاد الإسلام.